# The Real Ghostbusters/Episodenliste
Die Liste der Episoden von The Real Ghostbusters umfasst eine Auflistung der Episoden der US-amerikanischen Zeichentrickserie The Real Ghostbusters, sortiert nach der US-Erstausstrahlungsreihenfolge. Es wurden insgesamt 134 Episoden in 7 Staffeln, sowie eine Spin-off-Staffel mit 13 Episoden produziert.
Die Erstausstrahlung der Serie begann in den USA bei dem Sender ABC am 13. September 1986. Ab der zweiten Staffel wurde die Serie auf mehreren Sender gleichzeitig in Syndikation gesendet, wobei die dritte Staffel zeitgleich am Wochenende bei ABC zu sehen war. Ab der vierten Staffel wurde die Serie unter dem Titel Slimer! and the Real Ghostbusters zusammen mit dem 13-teiligen Spin-off Slimer! als einstündiges Programm gezeigt. In der zweiten Hälfte der fünften Staffel wurden anstelle von einer halb-stündigen Geschichte innerhalb des Real-Ghostbusters-Segments je zwei viertelstündige Geschichten gezeigt. Ab der sechsten Staffel wurde die Serie wieder in ihrem ursprünglichen halb-stündigen Format fortgesetzt, wobei der neue Titel beibehalten wurde.
In Deutschland wurden einzelne Episoden vor ihrer Fernsehausstrahlung auf VHS veröffentlicht, wobei diese eine andere deutsche Synchronfassung benutzten als die Fernsehausstrahlung. Die deutsche Erstausstrahlung erfolgte ab dem 31. März 1989 im Freitagmittagsprogramm von Sat. 1, wo die ersten 4 Staffeln ausgestrahlt wurden. Die Staffeln 5 bis 7 sowie das Spin-off wurden erst später im Samstagmorgenprogramm von ProSieben ausgestrahlt.

## Staffel 1
| Nr. (ges.) | Nr. (St.) | Deutscher Titel                                            | Originaltitel                 | Erstausstrahlung USA | Deutschsprachige Erstausstrahlung (D) | Drehbuch                    |
| ---------- | --------- | ---------------------------------------------------------- | ----------------------------- | -------------------- | ------------------------------------- | --------------------------- |
| 1          | 1         | Wir sind die Nummer 1 (TV) Jagd auf die Doppelgänger (VHS) | Ghosts Я Us                   | 13. Sep. 1986        | 31. März 1989                         | Len Janson & Chuck Menville |
| 2          | 2         | New York hat Stromausfall                                  | Killerwatt                    | 20. Sep. 1986        | 7. Apr. 1989                          | Len Janson & Chuck Menville |
| 3          | 3         | Mrs. Rogers Spukhaus                                       | Mrs. Roger’s Neighborhood     | 27. Sep. 1986        | 14. Apr. 1989                         | Len Janson & Chuck Menville |
| 4          | 4         | Von Poltergeistern verfolgt                                | Slimer, Come Home             | 4. Okt. 1986         | 21. Apr. 1989                         | J. Michael Straczynski      |
| 5          | 5         | Von Trollen und Feuerfliegen                               | Troll Bridge                  | 11. Okt. 1986        | 28. Apr. 1989                         | Bruce Reid Schaefer         |
| 6          | 6         | Angst vor dem bösen Mann                                   | The Boogieman Cometh          | 18. Okt. 1986        | 5. Mai 1989                           | Michael Reaves              |
| 7          | 7         | Hier kommt der Sandmann                                    | Mr. Sandman, Dream Me A Dream | 25. Okt. 1986        | 12. Mai 1989                          | J. Michael Straczynski      |
| 8          | 8         | Die Geister der Nacht                                      | When Halloween was Forever    | 1. Nov. 1986         | 19. Mai 1989                          | J. Michael Straczynski      |
| 9          | 9         | Der furchtbare Flügelpuma                                  | Look Homeward, Ray            | 8. Nov. 1986         | 26. Mai 1989                          | Marc Scott Zicree           |
| 10         | 10        | Das alte Film-Monster                                      | Take Two                      | 15. Nov. 1986        | 2. Juni 1989                          | J. Michael Straczynski      |
| 11         | 11        | Die Vier wie wir                                           | Citizen Ghost                 | 22. Nov. 1986        | 9. Juni 1989                          | J. Michael Straczynski      |
| 12         | 12        | Janine und die Wunderlampe                                 | Janine's Genie                | 6. Dez. 1986         | 16. Juni 1989                         | Len Janson & Chuck Menville |
| 13         | 13        | Die drei Weihnachtsgeister                                 | X-Mas Marks the Spot          | 13. Dez. 1986        | 22. Dez. 1989                         | J. Michael Straczynski      |

## Staffel 2
| Nr. (ges.) | Nr. (St.) | Deutscher Titel                                                           | Originaltitel                        | Erstausstrahlung USA | Deutschsprachige Erstausstrahlung (D) | Drehbuch                              |
| ---------- | --------- | ------------------------------------------------------------------------- | ------------------------------------ | -------------------- | ------------------------------------- | ------------------------------------- |
| 14         | 1         | Janines freier Tag                                                        | Janine's Day Off                     | 14. Sep. 1987        | 1. Juni 1990                          | Michael Reaves & Steve Perry          |
| 15         | 2         | 100.000 Millionen Slimer (TV) Slimey auf Abwegen (VHS)                    | Adventures in Slime and Space        | 15. Sep. 1987        | 4. Aug. 1989                          | David Gerrold                         |
| 16         | 3         | Was ist Ragnarock? (TV) Ein Herz voller böser Geister (VHS)               | Ragnarok and Roll                    | 16. Sep. 1987        | 10. Nov. 1989                         | J. Michael Straczynski                |
| 17         | 4         | Captain Steel, Rächer der Gerechten                                       | Captain Steel Saves the Day          | 17. Sep. 1987        | 12. Okt. 1990                         | Michael Reaves & Steve Perry          |
| 18         | 5         | Slimer zu ihren Diensten                                                  | They call me MISTER Slimer           | 18. Sep. 1987        | 11. Mai 1990                          | J. Michael Straczynski                |
| 19         | 6         | Buster kann alles                                                         | Buster the Ghost                     | 21. Sep. 1987        | 14. Sep. 1990                         | Robert Loren Fleming & Keith Griffen  |
| 20         | 7         | Die indianische Legende (TV) Das Endspiel (VHS)                           | Night Game                           | 22. Sep. 1987        | 11. Aug. 1989                         | Kathryn M. Drennan                    |
| 21         | 8         | Die Rummelgeister                                                         | Rollerghoster                        | 23. Sep. 1987        | 10. Aug. 1990                         | Richard Mueller                       |
| 22         | 9         | Mr. Fleischmans Falltür (TV) Gefangen im Film-Studio (VHS)                | Who Are You Calling Two Dimensional? | 24. Sep. 1987        | 22. Sep. 1989                         | J. Michael Straczynski                |
| 23         | 10        | Auf dem Land, da ist es schön!                                            | Dairy Farm                           | 25. Sep. 1987        | 2. Nov. 1990                          | Larry DiTillio                        |
| 24         | 11        | Egon löst sich auf                                                        | Egon’s Ghost                         | 28. Sep. 1987        | 5. Aug. 1990                          | Michael Reaves                        |
| 25         | 12        | Janine, die Geisterjägerin                                                | Janine Melnitz, Ghostbuster          | 29. Sep. 1987        | 23. März 1990                         | Michael Reaves                        |
| 26         | 13        | Der Schrank des Calamari                                                  | The Cabinet of Calamari              | 30. Sep. 1987        | 20. Juli 1990                         | Mark Edens & Michael Edens            |
| 27         | 14        | Geisterjäger des Jahres                                                   | Ghostbuster of the Year              | 1. Okt. 1987         | 13. Juli 1990                         | Mark Edens                            |
| 28         | 15        | Egons Familiendrache                                                      | Egon’s Dragon                        | 2. Okt. 1987         | 26. Okt. 1990                         | Kathryn M. Drennan                    |
| 29         | 16        | Von Vampiren und Werwölfen                                                | No One Comes to Lupusville           | 5. Okt. 1987         | 12. Jan. 1990                         | J. Michael Straczynski                |
| 30         | 17        | Lord Kildarbys Vogel                                                      | The Bird of Kildarby                 | 6. Okt. 1987         | 16. März 1990                         | Craig Miller & Mark Nelson            |
| 31         | 18        | Auf nimmer Wiedersehen                                                    | The Long, Long, Long, etc. Goodbye   | 7. Okt. 1987         | 8. Sep. 1990                          | Pamela Hickey & Dennys McCoy          |
| 32         | 19        | Das achte Weltwunder                                                      | Cold Cash and Hot Water              | 8. Okt. 1987         | 20. Apr. 1990                         | Richard Mueller                       |
| 33         | 20        | Hilfe, ich bin ein Geist!                                                 | Who’s Afraid of the Big Bad Ghost?   | 9. Okt. 1987         | 8. Dez. 1989                          | Arthur Byron Cover & Lydia Marano     |
| 34         | 21        | Der Mann, der nie ankam                                                   | The Man Who Never Reached Home       | 12. Okt. 1987        | 26. Jan. 1990                         | Kathryn M. Drennan                    |
| 35         | 22        | Das Chemie-Monster (TV) Ein Geist im Labor (VHS)                          | Doctor, Doctor                       | 13. Okt. 1987        | 6. Okt. 1989                          | J. Michael Straczynski                |
| 36         | 23        | Tummel und das Jenseits                                                   | You Can’t Take It with You           | 14. Okt. 1987        | 5. Okt. 1990                          | Richard Mueller & Durnie King         |
| 37         | 24        | Niedlicher, kleiner Victor                                                | Victor the Happy Ghost               | 15. Okt. 1987        | 19. Okt. 1990                         | Michael Reaves                        |
| 38         | 25        | Geist verloren!                                                           | Lost and Foundry                     | 16. Okt. 1987        | 6. Apr. 1990                          | Mark Edens                            |
| 39         | 26        | Da lachen ja die Hühner (TV) Rettet die Brathähnchen! (VHS)               | Chicken, He Clucked                  | 19. Okt. 1987        | 3. Nov. 1989                          | J. Michael Straczynski                |
| 40         | 27        | Das zweite Bermuda-Dreieck (TV) S.O.S. für Papa (VHS)                     | Venkman’s Ghost Repellers            | 20. Okt. 1987        | 18. Aug. 1989                         | Richard Mueller                       |
| 41         | 28        | Das Loch im Loch                                                          | The Hole In The Wall Gang            | 21. Okt. 1987        | 9. Nov. 1990                          | David Gerrold                         |
| 42         | 29        | Die Ganovenjäger (TV) Der Juwelenraub (VHS)                               | Ghostbusted                          | 22. Okt. 1987        | 13. Okt. 1989                         | Michael Reaves                        |
| 43         | 30        | Die Geisterjäger in Paris                                                 | The Ghostbusters in Paris            | 23. Okt. 1987        | 8. Juni 1990                          | Randy Lofficier                       |
| 44         | 31        | Die Geisterjäger in der Oper (TV) Im Opernhaus bricht Panik aus (VHS)     | A Fright at the Opera                | 26. Okt. 1987        | 29. Sep. 1989                         | Mark Edens                            |
| 45         | 32        | Eine anstrengende Geisterbeschwörung                                      | The Collect Call of Cathulhu         | 27. Okt. 1987        | 2. Feb. 1990                          | Michael Reaves                        |
| 46         | 33        | Eine irre irische Fee                                                     | Banshee Bake a Cherry Pie?           | 28. Okt. 1987        | 24. Nov. 1989                         | Pamela Hickey & Dennys McCoy          |
| 47         | 34        | Drool, der kleine Kobold                                                  | Drool, the Dog Faced Goblin          | 29. Okt. 1987        | 19. Jan. 1990                         | Linda Woolverton                      |
| 48         | 35        | Aus einem Kriminalroman (TV) Der Krimi ist nicht fertig (VHS)             | Boo-Dunit                            | 30. Okt. 1987        | 27. Okt. 1989                         | Pamela Hickey & Dennys McCoy          |
| 49         | 36        | Greta, die geplatzte Heuschrecke                                          | The Revenge of Murray the Mantis     | 2. Nov. 1987         | 3. Aug. 1990                          | Richard Mueller                       |
| 50         | 37        | Der kopflose Motorradgeist                                                | The Headless Motorcyclist            | 3. Nov. 1987         | 16. Feb. 1990                         | Randy Lofficier & Jean-Marc Lofficier |
| 51         | 38        | Der unheimliche Dachboden                                                 | The Thing in Mrs. Faversham’s Attic  | 4. Nov. 1987         | 23. Feb. 1990                         | J. Michael Straczynski                |
| 52         | 39        | Die klagenden Steine                                                      | Moaning Stones                       | 5. Nov. 1987         | 24. Aug. 1990                         | Steven Barnes                         |
| 53         | 40        | Das Tor zur Unterwelt (TV) Knock Knock (VHS)                              | Knock, Knock                         | 6. Nov. 1987         | 23. Juni 1989                         | J. Michael Straczynski                |
| 54         | 41        | Tante Lois und der Scharlatan (TV) Bei Tante Lois spukts (VHS)            | The Spirit of Aunt Lois              | 9. Nov. 1987         | 21. Juli 1989                         | Richard Mueller                       |
| 55         | 42        | Das unheimliche Gespensterschiff (TV) Das Geisterschiff am Broadway (VHS) | Sea Fright                           | 10. Nov. 1987        | 14. Juli 1989                         | Arthur Byron Cover & Lydia Marano     |
| 56         | 43        | Schießerei in der Geisterstadt                                            | Ghost Fight at the O.K. Corral       | 11. Nov. 1987        | 29. Juni 1990                         | Mark Edens                            |
| 57         | 44        | Der ungläubige Onkel Cyrus (TV) Hilfe, Onkel Cyrus sieht Gespenster (VHS) | Cry Uncle                            | 12. Nov. 1987        | 27. Juli 1989                         | Bruce Reid Schaefer                   |
| 58         | 45        | Das Schloss in Schottland                                                 | Bustman’s Holiday                    | 13. Nov. 1987        | 9. Feb. 1990                          | Richard Mueller                       |
| 59         | 46        | Auf den Hund gekommen                                                     | The Scaring of the Green             | 16. Nov. 1987        | 4. Mai 1990                           | Mark Edens & Michael Edens            |
| 60         | 47        | Das Geisterraumschiff (TV) Ghostbusters im Weltall (VHS)                  | Ain’t NASA-Sarily So                 | 17. Nov. 1987        | 15. Sep. 1989                         | Craig Miller & Mark Nelson            |
| 61         | 48        | Das Geheimnis des Siegels                                                 | Apocalypse-- What, NOW?              | 18. Nov. 1987        | 30. Apr. 1990                         | Mark Edens & Michael Edens            |
| 62         | 49        | Wettstreit mit dem Teufel                                                 | The Devil to Pay                     | 19. Nov. 1987        | 21. Sep. 1990                         | Pamela Hickey & Dennys McCoy          |
| 63         | 50        | Der Geraniengeist                                                         | A Ghost Grows in Brooklyn            | 20. Nov. 1987        | 27. Juli 1990                         | Mark Edens & Michael Edens            |
| 64         | 51        | Der babylonische Superman                                                 | I Am the City                        | 23. Nov. 1987        | 17. Aug. 1990                         | Richard Mueller                       |
| 65         | 52        | Letzter Zug in die Ewigkeit                                               | Last Train to Oblivion               | 24. Nov. 1987        | 18. Mai 1990                          | Mark Edens & Michael Edens            |
| 66         | 53        | Die Säule von Manhattan (TV) Ray in Gefahr (VHS)                          | Beneath These Streets                | 25. Nov. 1987        | 20. Okt. 1989                         | Richard Mueller & Daniel Pitlik       |
| 67         | 54        | Der merkwürdige Fasching (TV) Spiel den Gespenster-Blues (VHS)            | Play Them Ragtime Boos               | 26. Nov. 1987        | 7. Juli 1989                          | Michael Reaves & Steve Perry          |
| 68         | 55        | Budenzauber an der Uni (TV) Geister in der Uni (VHS)                      | The Old College Spirit               | 27. Nov. 1987        | 25. Aug. 1989                         | John Shirley                          |
| 69         | 56        | Halt, das ist meine Freundin!                                             | Hard Knight’s Day                    | 30. Nov. 1987        | 14. Apr. 1990                         | Bruce Reid Schaefer & Steve Perrin    |
| 70         | 57        | Nachwuchs                                                                 | Masquerade                           | 1. Dez. 1987         | 25. Mai 1990                          | Craig Miller & Mark Nelson            |
| 71         | 58        | Die Boten des Todes                                                       | Deadcon 1                            | 2. Dez. 1987         | 6. Juli 1990                          | Mark Edens & Michael Edens            |
| 72         | 59        | Die Auto-Gremlins (TV) Am Fließband sind die Geister los (VHS)            | Don’t Forget the Motor City          | 3. Dez. 1987         | 17. Nov. 1989                         | Pamela Hickey & Dennys McCoy          |
| 73         | 60        | Der Geist aus der Tiefe                                                   | The Devil in the Deep                | 4. Dez. 1987         | 22. Juni 1990                         | J.M. DeMatteis                        |
| 74         | 61        | Die Geister gehn' zum Film                                                | Lights! Camera! Haunting!            | 7. Dez. 1987         | 9. März 1990                          | Marc Scott Zicree                     |
| 75         | 62        | Egon der Schreckliche                                                     | Egon on the Rampage                  | 8. Dez. 1987         | 2. März 1990                          | Marc Scott Zicree                     |
| 76         | 63        | Supersender-Spuk TV (TV) Die Geister aus dem Bildschirm (VHS)             | Station Identification               | 9. Dez. 1987         | 30. Juni 1989                         | Marc Scott Zicree                     |
| 77         | 64        | Die Schere des Schicksals                                                 | Hanging By a Thread                  | 10. Dez. 1987        | 15. Dez. 1989                         | William Rotsler & Richard Mueller     |
| 78         | 65        | Der Letzte seiner Art                                                     | Transylvanian Homesick Blues         | 11. Dez. 1987        | 21. Dez. 1990                         | Michael Reaves                        |

## Staffel 3
| Nr. (ges.) | Nr. (St.) | Deutscher Titel                  | Originaltitel                  | Erstausstrahlung USA | Deutschsprachige Erstausstrahlung (D) | Drehbuch                     |
| ---------- | --------- | -------------------------------- | ------------------------------ | -------------------- | ------------------------------------- | ---------------------------- |
| 79         | 1         | Das Geisterbaby                  | Baby Spookums                  | 12. Sep. 1987        | 16. Nov. 1990                         | Len Janson & Chuck Menville  |
| 80         | 2         | Die Tiere spielen verrückt       | It’s a Jungle Out There        | 19. Sep. 1987        | 23. Nov. 1990                         | Len Janson & Chuck Menville  |
| 81         | 3         | Wer ist wer?                     | Slimer, Is That You?           | 26. Sep. 1987        | 28. Sep. 1990                         | J. Michael Straczynski       |
| 82         | 4         | Die Rückkehr des bösen Mannes    | The Boogeyman is Back          | 3. Okt. 1987         | 7. Dez. 1990                          | Michael Reaves               |
| 83         | 5         | Es war einmal Slimer             | Once Upon a Slime              | 10. Okt. 1987        | 14. Dez. 1990                         | Len Janson & Chuck Menville  |
| 84         | 6         | Slimer, der Verwandlungskünstler | The Two Faces of Slimer        | 17. Okt. 1987        | 30. Nov. 1990                         | Michael Reaves               |
| 85         | 7         | Eine Hand wäscht die andere      | Sticky Business                | 24. Okt. 1987        | 28. Dez. 1990                         | Richard Mueller              |
| 86         | 8         | Die Nacht der Kürbisköpfe        | Halloween II 1/2               | 31. Okt. 1987        | 3. Jan. 1991                          | Pamela Hickey & Dennys McCoy |
| 87         | 9         | Die merkwürdige Familie Macob    | Loathe Thy Neighbor            | 7. Nov. 1987         | 10. Jan. 1991                         | Michael Reaves               |
| 88         | 10        | Der Grundel                      | The Grundel                    | 14. Nov. 1987        | 14. Feb. 1991                         | J. Michael Straczynski       |
| 89         | 11        | Slimer schleimt sich durch       | Big Trouble with Little Slimer | 21. Nov. 1987        | 24. Jan. 1991                         | Len Janson & Chuck Menville  |
| 90         | 12        | Alles doppelt                    | The Copycat                    | 5. Dez. 1987         | 31. Jan. 1991                         | Michael Reaves               |
| 91         | 13        | Ein Monster mag’s gemütlich      | Camping It Up                  | 12. Dez. 1987        | 7. Feb. 1991                          | Michael Reaves               |

## Staffel 4
| Nr. (ges.) | Nr. (St.) | Deutscher Titel                     | Originaltitel         | Erstausstrahlung USA | Deutschsprachige Erstausstrahlung (D) | Drehbuch                                     |
| ---------- | --------- | ----------------------------------- | --------------------- | -------------------- | ------------------------------------- | -------------------------------------------- |
| 92         | 1         | So ein Scherzkeks                   | The Joke’s on Ray     | 10. Sep. 1988        | 21. Feb. 1991                         | Len Janson & Chuck Menville                  |
| 93         | 2         | Die Menschenjäger                   | Flip Side             | 17. Sep. 1988        | 28. Feb. 1991                         | Tony Marino                                  |
| 94         | 3         | Ein Huhn erobert New York           | Poultrygeist          | 24. Sep. 1988        | 7. März 1991                          | Duane Capizzi & Steven Roberts               |
| 95         | 4         | Eine tolle Erfindung                | Standing Room Only    | 8. Okt. 1988         | 7. März 1991                          | Duane Capizzi & Steven Roberts               |
| 96         | 5         | Robo-Buster                         | Robo-Buster           | 15. Okt. 1988        | 21. März 1991                         | Francis Moss                                 |
| 97         | 6         | Klein, aber fein                    | Short Stuff           | 22. Okt. 1988        | 28. März 1991                         | Len Janson, Chuck Menville & Richard Mueller |
| 98         | 7         | Ecto Eins dreht durch               | Follow That Hearse    | 12. Nov. 1988        | 4. Apr. 1991                          | Len Janson & Chuck Menville                  |
| 99         | 8         | Das Land der verlorenen Gegenstände | The Brooklyn Triangle | 19. Nov. 1988        | 11. Apr. 1991                         | Richard Mueller                              |

## Staffel 5
Während die erste Hälfte der Folgen der fünften Staffel ihre normale Laufzeitenlänge von rund 23 Minuten hält, laufen die Folgen ab Slimers schrecklicher Cousin nur mehr 11 Minuten. Aufgrund dessen wurden meist 2 Folgen zusammen gesendet, um auf die volle Lauflänge von 22 Minuten zu kommen.
| Nr. (ges.) | Nr. (St.) | Deutscher Titel                      | Originaltitel                                 | Erstausstrahlung USA | Deutschsprachige Erstausstrahlung (D) | Drehbuch                     |
| ---------- | --------- | ------------------------------------ | --------------------------------------------- | -------------------- | ------------------------------------- | ---------------------------- |
| 100        | 1         | Unheimliche Kartoffelchips           | Something’s Going Around                      | 9. Sep. 1989         | 25. Mai 1992                          | Len Janson & Chuck Menville  |
| 101        | 2         | Drei Geisterjäger und ein Baby       | Three Men and an Egon                         | 16. Sep. 1989        | 1. Juni 1992                          | Joe Landon                   |
| 102        | 3         | Sherlock Holmes und die Geisterjäger | Elementary My Dear Winston                    | 23. Sep. 1989        | 2. Juni 1992                          | Richard Mueller              |
| 103        | 4         | Geisterjäger im Hexenwahn            | If I Were a Witch Man                         | 30. Sep. 1989        | 4. Juni 1992                          | Charles Kaufman              |
| 104        | 5         | Ein falscher Geist auf Geisterjagd   | Partners in Slime                             | 7. Okt. 1989         | 9. Juni 1992                          | Richard Mueller              |
| 105        | 6         | Das Baby des Wassergeistes           | Future Tense                                  | 14. Okt. 1989        | 11. Juni 1992                         | Richard Mueller              |
| 106        | 7         | Attacke aus der Geisterwelt          | Jailbusters                                   | 21. Okt. 1989        | 15. Juni 1992                         | Len Janson & Chuck Menville  |
| 107        | 8         | Live von Al Capones Grab             | The Ghostbusters Live! From Al Capone’s Tomb! | 28. Okt. 1989        | 16. Juni 1992                         | J. Michael Straczynski       |
| 108        | 9         | Die Geisterinvasion                  | The Halloween Door                            | 29. Okt. 1989        | 6. Juli 1992                          | J. Michael Straczynski       |
| 109        | 10        | Slimers schrecklicher Cousin         | Trading Faces                                 | 18. Nov. 1989        | 22. Juni 1992                         | Len Janson & Chuck Menville  |
| 109        | 10        | Urlaub mit der Geisterfamilie        | Transcendental Tourists                       | 18. Nov. 1989        | 22. Juni 1992                         | Len Janson & Chuck Menville  |
| 110        | 11        | Slimer und der Märchendrache         | Surely You Joust                              | 25. Nov. 1989        | 23. Juni 1992                         | Tony Marino                  |
| 110        | 11        | Der Ungeist greift an                | Kitty-Cornered                                | 25. Nov. 1989        | 23. Juni 1992                         | Pamela Hickey & Dennys McCoy |
| 111        | 12        | Das verhexte Geld                    | Slimer’s Curse                                | 2. Dez. 1989         | 25. Juni 1992                         | Richard Mueller              |
| 111        | 12        | Die Alptraumhochzeit                 | Til Death Do Us Part                          | 2. Dez. 1989         | 25. Juni 1992                         | Pat Allee & Ben Herst        |
| 112        | 13        | Ausflug in die fünfziger Jahre       | It’s About Time                               | 9. Dez. 1989         | 29. Juni 1992                         | Len Janson & Chuck Menville  |
| 112        | 13        | Spinnenbeinchens Mordgesellen        | The Ransom of Greenspud                       | 9. Dez. 1989         | 29. Juni 1992                         | Stan Phillips                |
| 113        | 14        | Flucht vor magischen Seifenblasen    | Revenge of the Ghostmaster                    | 16. Dez. 1989        | 30. Juni 1992                         | Richard Mueller              |
| 113        | 14        | Der rosarote Elefantengeist          | Loose Screws                                  | 16. Dez. 1989        | 30. Juni 1992                         | Pat Allee & Ben Herst        |
| 114        | 15        | Superkräfte                          | Venk-Man!                                     | 23. Dez. 1989        | 2. Juli 1992                          | Richard Mueller              |
| 114        | 15        | Das Eisenbahnspiel                   | Slimer Streak                                 | 23. Dez. 1989        | 2. Juli 1992                          | Pamela Hickey & Dennys McCoy |

## Staffel 6
| Nr. (ges.) | Nr. (St.) | Deutscher Titel                      | Originaltitel                           | Erstausstrahlung USA | Deutschsprachige Erstausstrahlung (D) | Drehbuch                                                                      |
| ---------- | --------- | ------------------------------------ | --------------------------------------- | -------------------- | ------------------------------------- | ----------------------------------------------------------------------------- |
| 115        | 1         | Schönheit um jeden Preis             | Janine, You’ve Changed                  | 8. Sep. 1990         | 14. Juli 1992                         | J. Michael Straczynski                                                        |
| 116        | 2         | Zaubertricks für Dämonen             | You Can’t Teach an Old Demon New Tricks | 15. Sep. 1990        | 13. Juli 1992                         | Larry DiTillio                                                                |
| 117        | 3         | Besuch in Ghostworld                 | Ghostworld                              | 22. Sep. 1990        | 27. Juli 1992                         | Len Janson & Chuck Menville                                                   |
| 118        | 4         | Das Geisterhaus                      | The Haunting of Heck House              | 29. Sep. 1990        | 9. Juli 1992                          | J. Michael Straczynski                                                        |
| 119        | 5         | Die Pizzamonster                     | Mean Green Teen Machine                 | 6. Okt. 1990         | 16. Juli 1992                         | Jules Dennis                                                                  |
| 120        | 6         | Geisterjagd im Weltraum              | Spacebusters                            | 13. Okt. 1990        | 20. Juli 1992                         | Len Janson & Chuck Menville                                                   |
| 121        | 7         | Der Geistervampir                    | My Left Fang                            | 20. Okt. 1990        | 4. Aug. 1992                          | Sean Roche                                                                    |
| 122        | 8         | Die Geisterjäger retten Russland     | Russian About                           | 27. Okt. 1990        | 7. Juli 1992                          | J. Michael Straczynski                                                        |
| 123        | 9         | Müllgeister in New York              | The Slob                                | 3. Nov. 1990         | 30. Juli 1992                         | Pamela Hickey & Dennys McCoy                                                  |
| 124        | 10        | Der Gedankenleser                    | Deja Boo                                | 10. Nov. 1990        | 11. Aug. 1992                         | Chuck Menville, Richard Mueller, Pamela Hickey, Dennys McCoy & Michael Reaves |
| 125        | 11        | Der Geist der nicht verlieren konnte | Afterlife in the Fast Lane              | 17. Nov. 1990        | 28. Juli 1992                         | Tony Marino                                                                   |
| 126        | 12        | Grauenhafte Hausbesetzer             | Guess What’s Coming to Dinner           | 24. Nov. 1990        | 21. Juli 1992                         | Jules Dennis                                                                  |
| 127        | 13        | Jagd auf Sammy Frettchen             | Stay Tooned                             | 1. Dez. 1990         | 6. Aug. 1992                          | Len Janson & Chuck Menville                                                   |
| 128        | 14        | Mein Feind, mein Freund              | Very Beast Friends                      | 8. Dez. 1990         | 23. Juli 1992                         | Gordon Bressack                                                               |
| 129        | 15        | Gefangen im Spielzeugland            | Busters in Toyland                      | 15. Dez. 1990        | 3. Aug. 1992                          | Mark McCorkle & Bob Schooley                                                  |
| 130        | 16        | Die Geisterjäger im Wilden Westen    | The Magnificent Five                    | 22. Dez. 1990        | 10. Aug. 1992                         | Sean Roche                                                                    |

## Staffel 7
| Nr. (ges.) | Nr. (St.) | Deutscher Titel                   | Originaltitel                   | Erstausstrahlung USA | Deutschsprachige Erstausstrahlung (D) | Drehbuch                       |
| ---------- | --------- | --------------------------------- | ------------------------------- | -------------------- | ------------------------------------- | ------------------------------ |
| 131        | 1         | Der Schatz von Sierra Tamale      | The Treasure of Sierra Tamale   | 14. Sep. 1991        | 2. Dez. 1993                          | Jules Dennis & Richard Mueller |
| 132        | 2         | Das achtarmige Krakenmonster      | Not Now, Slimer!                | 21. Sep. 1991        | 3. Dez. 1993                          | Len Janson & Chuck Menville    |
| 133        | 3         | Attacke der Filmgeister           | Attack of the B-Movie Monsters  | 28. Sep. 1991        | 6. Dez. 1993                          | Jules Dennis & Richard Mueller |
| 134        | 4         | Rieseninsekten auf dem Vormarsch! | 20,000 Leagues Unter the Street | 5. Okt. 1991         | 7. Dez. 1993                          | Jules Dennis & Richard Mueller |

## Spin-off: Slimer!
Jede Folge des Spin-offs läuft rund 8 bis 15 Minuten. Um auf die volle Lauflänge von 23 Minuten zu kommen, wurden 2 bis 3 Folgen zusammen gesendet.
| Nr. (ges.) | Nr. (St.) | Deutscher Titel                      | Originaltitel                 | Erstausstrahlung USA | Deutschsprachige Erstausstrahlung (D) | Drehbuch                     |
| ---------- | --------- | ------------------------------------ | ----------------------------- | -------------------- | ------------------------------------- | ---------------------------- |
| 1          | 1         | Slimer sucht einen Job               | Slimer for Hire               | 10. Sep. 1988        | ?                                     | Pat Allee & Ben Hurst        |
| 1          | 1         | Ein Ausflug mit Hindernissen         | Cruisin’ for a Bruisin’       | 10. Sep. 1988        | ?                                     | Dennis O’Flaherty            |
| 1          | 1         | Bitte, Ruhe!                         | Nothing to Sneeze At          | 10. Sep. 1988        | ?                                     | Don Dougherty                |
| 2          | 2         | Mäusejagd                            | A Mouse in the House          | 17. Sep. 1988        | ?                                     | Len Janson & Chuck Menville  |
| 2          | 2         | Das Geburtstagsgeschenk              | Cash or Slime                 | 17. Sep. 1988        | ?                                     | Len Janson & Chuck Menville  |
| 2          | 2         | Hetzjagd im Krankenhaus              | Doctor Dweeb, I Presume       | 17. Sep. 1988        | ?                                     | Len Janson & Chuck Menville  |
| 3          | 3         | Superslimers Botenservice            | Quickslimer Messenger Service | 29. Sep. 1988        | ?                                     | Dennys McCoy & Pamela Hickey |
| 3          | 3         | Ein Täubchen lernt fliegen           | Pigeon-Cooped                 | 29. Sep. 1988        | ?                                     | Temple Mathews               |
| 3          | 3         | Gerechter Lohn für Slimer            | Go-pher It                    | 29. Sep. 1988        | ?                                     | Tony Marino                  |
| 4          | 4         | Das 13. Stockwerk                    | Scareface                     | 1. Okt. 1988         | ?                                     | Charles Kaufman              |
| 5          | 5         | Tapetenwechsel                       | Sticky Fingers                | 8. Okt. 1988         | ?                                     | Bob Forward                  |
| 5          | 5         | Der ekeligste Geist aller Zeiten     | Don’t Tease the Sleaze        | 8. Okt. 1988         | ?                                     | Dennys McCoy & Pamela Hickey |
| 6          | 6         | Slimers kleines Häuschen             | Room at the Top               | 15. Okt. 1988        | ?                                     | Charles Kaufmann             |
| 6          | 6         | Ein hinterlistiges Täuschungsmanöver | Tea but not Sympathy          | 15. Okt. 1988        | ?                                     | Don Dougherty                |
| 6          | 6         | Ein Geist als Lieferant              | Special Delivery              | 15. Okt. 1988        | ?                                     | Floyd Norman & Leo Sullivan  |
| 7          | 7         | Vom Regen in die Traufe              | Out with Grout                | 22. Okt. 1988        | ?                                     | Len Janson & Chuck Menville  |
| 7          | 7         | Die Welt geht vor die Hunde          | Dr. Strangedog                | 22. Okt. 1988        | ?                                     | Tony Marino                  |
| 8          | 8         | Besuch vom Südpol                    | The Dirty Half-Dozen          | 29. Okt. 1988        | ?                                     | Temple Mathews               |
| 8          | 8         | Horror im Kino                       | Movie Madness                 | 29. Okt. 1988        | ?                                     | Robert Davenport             |
| 9          | 9         | Slimer als Dirigent                  | Slimer’s Silly Symphony       | 5. Nov. 1988         | ?                                     | Don Dougherty                |
| 9          | 9         | Grünkäppchen und der böse Wolf       | Little Green Sliming Hood     | 5. Nov. 1988         | ?                                     | Bob Forward                  |
| 9          | 9         | Ein Affentheater                     | Monkey See, Monkey Don’t      | 5. Nov. 1988         | ?                                     | Michael Gross & Ted Mann     |
| 10         | 10        | Gestörtes Badevergnügen              | Beach Blanket Bruiser         | 12. Nov. 1988        | ?                                     | Pat Allee & Ben Hurst        |
| 10         | 10        | Slimer in der Schule                 | Class Clown                   | 12. Nov. 1988        | ?                                     | Francis Moss                 |
| 10         | 10        | Die Wuffi-Bello-Schule               | Dog Days                      | 12. Nov. 1988        | ?                                     | Floyd Norman & Leo Sullivan  |
| 11         | 11        | Ein Regentag                         | Rainy Day Slimer              | 26. Nov. 1988        | ?                                     | Dennys McCoy & Pamela Hickey |
| 11         | 11        | Slimer und die Zauberbohne           | Slimer & the Beanstalk        | 26. Nov. 1988        | ?                                     | Don Dougherty                |
| 11         | 11        | Urlaub auf der Erde                  | Space Case                    | 26. Nov. 1988        | ?                                     | Tony Marino                  |
| 12         | 12        | Die Hundeschau                       | Show Dog Showdown             | 3. Dez. 1988         | ?                                     | Len Janson & Chuck Menville  |
| 12         | 12        | Der Campingausflug                   | The Not-So-Great Outdoors     | 3. Dez. 1988         | ?                                     | Len Janson & Chuck Menville  |
| 12         | 12        | Slimer und das Ufo                   | Unidentified Sliming Object   | 3. Dez. 1988         | ?                                     | Pat Allee & Ben Herst        |
| 13         | 13        | Die Riesenpizza                      | Up Close and Too Personal     | 10. Dez. 1988        | ?                                     | Bob Forward                  |
| 13         | 13        | Süße Rache                           | Sweet Revenge                 | 10. Dez. 1988        | ?                                     | Charles Kaufman              |